# 阿斯托拉島

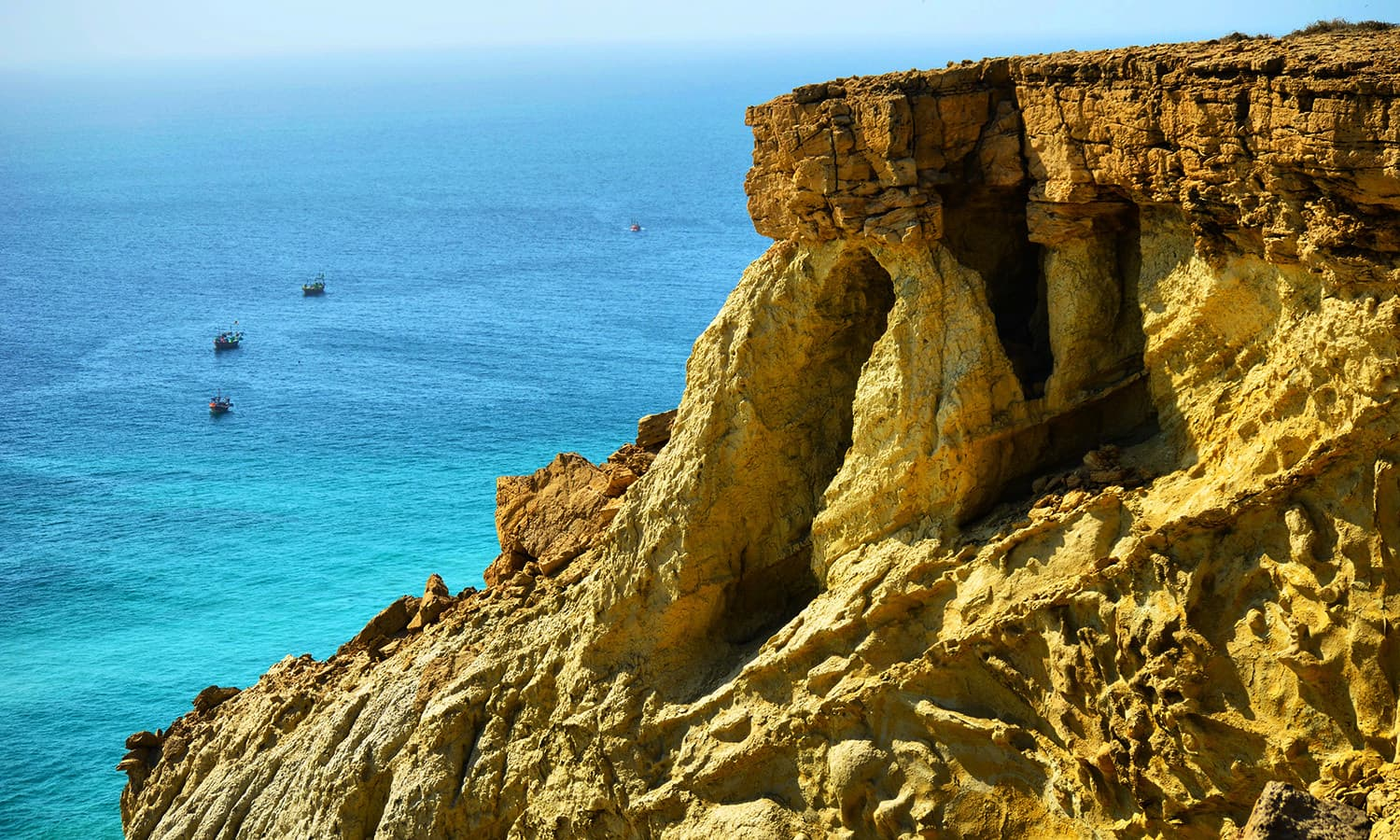
阿斯托拉島

阿斯托拉島是巴基斯坦的島嶼，位於阿拉伯海，由俾路支省的瓜達爾縣負責管轄，長6.7公里、寬2.3公里，最高點海拔高度82米，島上無人居住。

## 外部連結
- More Pics and information of Astola Island （页面存档备份，存于）
- https://web.archive.org/web/20101201232439/http://www.wwfpak.org/freshwater_astola.php
- http://mercantilemarine.gov.pk/Body/Light%20Houses/Astola_Island.htm （页面存档备份，存于）

25°07′21″N 63°50′51″E / 25.12250°N 63.84750°E